# Barbade aux Jeux olympiques
La Barbade participe aux Jeux olympiques pour la première fois en 1968 et a envoyé des athlètes à chaque jeux depuis cette date sauf en 1980 où le pays a boycotté ces jeux avec d'autres pays. Le pays n'a jamais participé aux Jeux d'hiver. 

## Description
Cependant, au sein de la Fédération des Indes occidentales (BWI ou ANT), créée en 1958, la Barbade a déjà participé en faisant partie de la délégation du comité national olympique. Dès 1959, 5 Barbadiens font partie de l'équipe de la fédération aux Jeux panaméricains à Chicago. En 1960, James Wedderburn et Grantley Sobers font partie des 13 athlètes de 5 sports de Jamaïque, Trinité-et-Tobago et de la Barbade aux Jeux olympiques de Rome. Wedderburn est le premier Barbadiens à remporter une médaille olympique, le bronze sur relais 4 × 400 m, ses coéquipiers étaient tous Jamaïcains. Avec l'éclatement de la fédération en 1962, naît l'idée d'un CNO propre à la Barbade. Une équipe Barbadienne participe aux Jeux de l'Amérique centrale et des Caraïbes de 1962 en Jamaïque. Aucun Barbadien n'est envoyé à Tokyo en 1964.
Le pays a remporté une médaille de bronze grâce au sprinter Obadele Thompson aux Jeux olympiques de 2000 sur l'épreuve du 100 m. La Barbade a également participé en faisant partie de la Fédération des Indes occidentales en 1960. L'athlète barbadien James Wedderburn qui faisait partie du relais 4 × 400 m a remporté une médaille de bronze cette année-là.
Le Comité national olympique barbadien a été créé en 1955 et a été reconnu par le Comité international olympique (CIO) la même année.

## Médailles
| Médaille | Nom              | Jeux        | Sport      | Compétition  |
| -------- | ---------------- | ----------- | ---------- | ------------ |
| Bronze   | Obadele Thompson | Sydney 2000 | Athlétisme | 100 m hommes |

## Tableau des médailles
| Année | Médaille d'or, Jeux olympiques | Médaille d'argent, Jeux olympiques | Médaille de bronze, Jeux olympiques | Total             |
| 1968  | 0                              | 0                                  | 0                                   | 0                 |
| 1972  | 0                              | 0                                  | 0                                   | 0                 |
| 1976  | 0                              | 0                                  | 0                                   | 0                 |
| 1980  | N'a pas participé              | N'a pas participé                  | N'a pas participé                   | N'a pas participé |
| 1984  | 0                              | 0                                  | 0                                   | 0                 |
| 1988  | 0                              | 0                                  | 0                                   | 0                 |
| 1992  | 0                              | 0                                  | 0                                   | 0                 |
| 1996  | 0                              | 0                                  | 0                                   | 0                 |
| 2000  | 0                              | 0                                  | 1                                   | 1                 |
| 2004  | 0                              | 0                                  | 0                                   | 0                 |
| 2008  | 0                              | 0                                  | 0                                   | 0                 |
| 2012  | 0                              | 0                                  | 0                                   | 0                 |
| 2016  | 0                              | 0                                  | 0                                   | 0                 |
| 2020  | 0                              | 0                                  | 0                                   | 0                 |
| Total | 0                              | 0                                  | 1                                   | 1                 |

| Place | Sport      | Médaille d'or, Jeux olympiques | Médaille d'argent, Jeux olympiques | Médaille de bronze, Jeux olympiques | Total |
| 1     | Athlétisme | 0                              | 0                                  | 1                                   | 1     |
| Total | Total      | 0                              | 0                                  | 1                                   | 1     |